# Fernanda Borches
Fernanda Borches (Buenos Aires, Argentina; 19 de diciembre de 1984) es una actriz argentina de cine, teatro y televisión. Conocida en México por ser una actriz que incursiona más en el ámbito del teatro y algunos papeles en algunas producciones de telenovelas en Televisa.

## Carrera
Fernanda Borches nació el 19 de diciembre de 1984 en la Ciudad de Buenos Aires, Argentina.
Su carrera como actriz empezó en el ámbito del cine con el papel debut en la película Serial comic no.1 fijación en 2010 en donde interpretó a 'Jessica'. 
Para 2012 le siguió con la película Aquí entre nos donde dio vida a Miriam y en 2014 en Paciente nterpretando a una enfermera.
Para 2016 le llega su primera opurtinidad de participar en televisión con la teleserie El hotel de los secretos versión de la española Gran Hotel con un doble papel de los gemelos 'Jorge' y 'Manuela Arenas' y donde compartió créditos con Irene Azuela, Erick Elías, Jorge Poza y Diana Bracho.
Ese mismo año (2016) interpreta a 'Daniela' en la telenovela de Giselle González titulada La candidata y donde compartió escena con Silvia Navarro, Víctor González y Rafael Sánchez-Navarro.
Por último en 2018 personifico a 'Laura Alcántara' en la telenovela de Y mañana sera otro día producción de Carlos Moreno Laguillo y donde comparte créditos al lado de Angélica Vale, Diego Olivera y Alejandra Barros.

## Filmografía

### Trayectoria[2]

#### Televisión
| Año  | Proyecto                 | Personaje                   |
| ---- | ------------------------ | --------------------------- |
| 2023 | Eternamente amándonos    | Cassandra                   |
| 2021 | Vencer el pasado         | Prisila                     |
| 2020 | La Doña                  | Fátima Escamilla            |
| 2018 | Y mañana sera otro día   | Laura Alcántara Lazcano     |
| 2016 | La candidata             | Daniela                     |
| 2016 | El hotel de los secretos | Jorge Arenas/Manuela Arenas |

#### Series de televisión
| Año  | Nombre de la serie   | Personaje                            |
| ---- | -------------------- | ------------------------------------ |
| 2025 | Con esa misma mirada | Karen                                |
| 2023 | Madre de alquiler    | Dra. Marcella Ortiz                  |
| 2020 | El candidato         | Camila Katz                          |
| 2020 | Promesas de campaña  | María Paula de Cuartas               |
| 2018 | Run Coyote Run       | Conductora de programa de televisión |
| 2017 | Sense8               | Mariana Lupe                         |

#### Cine
| Año  | Película                                          | Personaje       |
| ---- | ------------------------------------------------- | --------------- |
| 2024 | No negociable                                     | Pamela Lorenzon |
| 2022 | La caída                                          | Irene           |
| 2022 | Hablame de ti                                     | Bertha          |
| 2022 | Bardo, una falsa crónica de unas cuantas verdades | /               |
| 2014 | Paciente 24                                       | Enfermera       |
| 2012 | Aca entre nos                                     | Miriam (joven)  |
| 2010 | Serial comic no.1 fijación                        | Jessica         |